# Стрілки (Львівський район)
Стрілки́ — село в Україні, у Бібрській міській громаді Львівського району Львівської області. Населення — 551 особа. До 2020 року орган місцевого самоврядування — Бібрська міська рада.

## Географія
Через село тече річка Біла, ліва притока Боберки.

## Історія
Село засноване 1452 року. 26 грудня 1463 року село належало костелу в Бібрці. У 1552 році власниками села були Єжи та Станіслав Свірзькі.
У 1661 році селом володіли: чернігівський підчаший  Юзеф Свірзький, галицький мечник Ієронім Свірзький. У 1711 році селом володів теребовлянський староста Александр Цетнер.
12 червня 2020 року, в ході децентралізації, Бібрська міська рада об'єднана з Бібрською міською громадою.
17 липня 2020 року, в результаті адміністративно-територіальної реформи та ліквідації Перемишлянського району, село увійшло до складу Львівського району.

## Населення

### Мова
Розподіл населення за рідною мовою за даними перепису 2001 року:
| Мова       | Кількість | Відсоток |
| ---------- | --------- | -------- |
| українська | 551       | 100%     |

## Церква
- Храм святого Івана Богослова збудований у 1905 році. Належить до Бібрського деканату, Стрийської єпархії УГКЦ. Внесений до реєстру пам'яток архітектури місцевого значення за охоронним № 2901-М.

## Особистість
- Цимбала Степан — поручник Української галицької армії.